# سوزان شوستر
سوزان شوستر (آلمانی: Susanne Schuster؛ زادهٔ ۹ مهٔ ۱۹۶۳) شناگر اهل آلمان بود.